# Denís Molchánov
Denýs Molchánov (en ucraniano: Денис Молчанов) (16 de mayo de 1987) es un tenista ucraniano profesional. Si bien nació en la ciudad de Chisináu, Moldavia se nacionalizó ucraniano.

## Carrera
Apodado "Mol" comenzó a jugar al tenis a los siete años de edad, en Chisináu con un grupo de 15 niños. Habla Inglés, rumano, italiano y ruso. Su padre, Peter, es su entrenador de tenis. Su superficie favorita es la hierba. Su torneo favorito es el Abierto de Australia y su ídolo cuando era niño era Marcelo Ríos.
Su ranking individual más alto logrado en el ranking mundial ATP, fue el nº 169 alcanzado el 5 de enero de 2015, mientras que su mejor clasificación de dobles fue el puesto nº 85 que logró el 13 de agosto de 2012.
Hasta el momento ha obtenido 11 títulos de la categoría ATP Challenger Series, todos ellos en modalidad de dobles.

### Copa Davis
Desde el año 2003, es participante del Equipo de Copa Davis de Ucrania. Tiene en esta competición un récord total de partidos ganados/perdidos de 6/9 (3/4 en individuales y 3/5 en dobles).

## Títulos ATP (2; 0+2)

### Dobles (2)
| Leyenda                         |
| Grand Slam (0)                  |
| ATP Wourld Tour Finals (0)      |
| ATP World Tour Masters 1000 (0) |
| ATP World Tour 500 (0)          |
| ATP World Tour 250 (2)          |

| N.º | Fecha                 | Torneo    | Superficie | Pareja         | Oponentes en la final       | Resultado        |
| --- | --------------------- | --------- | ---------- | -------------- | --------------------------- | ---------------- |
| 1.  | 20 de febrero de 2022 | Marsella  | Dura (i)   | Andréi Rubliov | Raven Klaasen Ben McLachlan | 4-6, 7-5, [10-7] |
| 2.  | 22 de octubre de 2023 | Estocolmo | Dura (i)   | Andréi Gólubev | Yuki Bhambri Julian Cash    | 7-6(8), 6-2      |

#### Finalista (1)
| N.º | Fecha               | Torneo | Superficie    | Pareja       | Oponentes en la final               | Resultado      |
| --- | ------------------- | ------ | ------------- | ------------ | ----------------------------------- | -------------- |
| 1.  | 29 de julio de 2018 | Gstaad | Tierra batida | Igor Zelenay | Matteo Berrettini Daniele Bracciali | 6-7(2), 6-7(5) |

## Títulos ATP Challenger (34; 0+34)

### Dobles (34)
| N.º | Fecha                    | Torneos                    | Superficie    | Pareja                | Oponentes en la final                    | Resultado         |
| --- | ------------------------ | -------------------------- | ------------- | --------------------- | ---------------------------------------- | ----------------- |
| 1.  | 28 de agosto de 2009     | Challenger de Almaty       | Tierra batida | Tsung-Hua Yang        | Pierre-Ludovic Duclos Alexey Kedryuk     | 4-6, 7-6, [11-9]  |
| 2.  | 30 de julio de 2011      | Challenger de Astaná       | Dura (i)      | Konstantin Kravchuk   | Arnau Brugués Davi Malek Jaziri          | 7-6, 6-7, [10-3]  |
| 3.  | 23 de septiembre de 2011 | Challenger de Tashkent     | Dura          | Harri Heliövaara      | John Paul Fruttero Raven Klaasen         | 7-6, 7-6          |
| 4.  | 14 de abril de 2012      | Challenger de Mersin       | Tierra batida | Radu Albot            | Alessandro Motti Simone Vagnozzi         | 6-0, 6-2          |
| 5.  | 29 de julio de 2012      | Challenger de Astaná       | Dura (i)      | Konstantin Kravchuk   | Karol Beck Kamil Capkovic                | 6-4, 6-3          |
| 6.  | 11 de agosto de 2012     | Challenger de Pozoblanco   | Dura          | Konstantin Kravchuk   | Adrian Mannarino Maxime Teixeira         | 6-3, 6-3          |
| 7.  | 30 de septiembre de 2012 | Challenger de Lermontov    | Tierra batida | Konstantin Kravchuk   | Andrey Golubev Yuri Schukin              | 6-3, 6-4          |
| 8.  | 22 de noviembre de 2012  | Challenger de Tyumen       | Dura (i)      | Konstantin Kravchuk   | Sergey Betov Dzmitry Zhyrmont            | 6-3, 7-6          |
| 9.  | 28 de abril de 2013      | Challenger de Savannah     | Tierra batida | Teimuraz Gabashvili   | Michael Russell Tim Smyczek              | 6-2, 7-5          |
| 10. | 16 de noviembre de 2014  | Challenger de Brescia      | Moqueta       | Iliá Márchenko        | Roman Jebavý Blazej Koniusz              | 7-64, 6-3         |
| 11. | 7 de febrero de 2015     | Challenger de Dallas       | Dura (i)      | Andréi Rubliov        | Hans Hach Verdugo Luis Patiño            | 6-4, 7-65         |
| 12. | 1 de agosto de 2015      | Challenger de Astaná       | Dura (i)      | Konstantin Kravchuk   | Chung Yun-seong Jurabek Karimov          | 6-2, 6-2          |
| 13. | 8 de agosto de 2015      | Challenger de Segovia      | Dura          | Aleksandr Kudriávtsev | Aliaksandr Bury Andreas Siljeström       | 6-2, 6-4          |
| 14. | 4 de octubre de 2015     | Challenger de Agri         | Dura          | Konstantin Kravchuk   | Alexander Igoshin Yaraslav Shyla         | 6-3, 7-6          |
| 15. | 30 de octubre de 2015    | Challenger de Suzhou       | Dura          | Hsin-Han Lee          | Mao-Xin Gong Hsien-Yin Peng              | 3-6, 7-6, [10-4]  |
| 16. | 20 de marzo de 2016      | Challenger de Guangzhou    | Dura          | Aleksandr Kudriávtsev | Sanchai Ratiwatana Sonchat Ratiwatana    | 6-2, 6-2          |
| 17. | 2 de abril de 2016       | Challenger de Raanana      | Dura          | Konstantin Kravchuk   | Jonathan Erlich Philipp Oswald           | 4-6, 7-61, [10-4] |
| 18. | 12 de mayo de 2017       | Challenger de Qarshi       | Dura          | Serhiy Stajovsky      | Kevin Krawietz Adrián Menéndez-Maceiras  | 6-4, 7-67         |
| 19. | 10 de marzo de 2018      | Challenger de Zhuhai       | Dura          | Igor Zelenay          | Aliaksandr Bury Hsien-Yin Peng           | 7-5, 7-64         |
| 20. | 14 de abril de 2018      | Challenger de Barletta     | Tierra batida | Igor Zelenay          | Ariel Behar Máximo González              | 6-1, 6-2          |
| 21. | 21 de abril de 2018      | Challenger de Túnez        | Tierra batida | Igor Zelenay          | Jonathan Eysseric Joe Salisbury          | 7-6, 6-2          |
| 22. | 8 de junio de 2018       | Challenger de Prostějov    | Tierra batida | Igor Zelenay          | Martín Cuevas Pablo Cuevas               | 4-6, 6-3, [10-7]  |
| 23. | 18 de agosto de 2018     | Challenger de Cordenons    | Tierra batida | Igor Zelenay          | Andrej Martin Daniel Muñoz de la Nava    | 3-6, 6-3, [11-9]  |
| 24. | 10 de noviembre de 2018  | Challenger de Bratislava   | Dura (i)      | Igor Zelenay          | Ramkumar Ramanathan Andrei Vasilevski    | 6-2, 3-6, [11-9]  |
| 25. | 13 de abril de 2019      | Challenger de Barletta     | Tierra batida | Igor Zelenay          | Tomislav Brkić Tomislav Draganja         | 7-61, 6-4         |
| 26. | 28 de abril de 2019      | Challenger de Francavilla  | Tierra batida | Igor Zelenay          | Guillermo Durán David Vega Hernández     | 6-3, 6-2          |
| 27. | 27 de octubre de 2019    | Challenger de Brest        | Dura (i)      | Andrei Vasilevski     | Andrea Vavassori David Vega Hernández    | 6-3, 6-1          |
| 28. | 17 de enero de 2020      | Challenger de Bendigo      | Dura          | Nikola Čačić          | Marcelo Arévalo Jonny O'Mara             | 7-63, 6-4         |
| 29. | 31 de enero de 2021      | Challenger de Antalya I    | Tierra batida | Aleksandr Nedovésov   | Luis David Martínez David Vega Hernández | 3-6, 6-4, [18-16] |
| 30. | 6 de febrero de 2021     | Challenger de Antalya II   | Tierra batida | Aleksandr Nedovésov   | Robert Galloway Alex Lawson              | 6-4, 7-62         |
| 31. | 27 de febrero de 2021    | Challenger de Nur-Sultán I | Dura (i)      | Aleksandr Nedovésov   | Nathan Pasha Max Schnur                  | 6-4, 6-4          |
| 32. | 12 de junio de 2021      | Challenger de Bratislava   | Tierra batida | Aleksandr Nedovésov   | Sander Arends Luis David Martínez        | 7-65, 6-1         |
| 33. | 16 de octubre de 2021    | Challenger de Alicante     | Dura          | David Vega Hernández  | Romain Arneodo Matt Reid                 | 6-4, 6-2          |
| 34. | 12 de noviembre de 2022  | Challenger de Bratislava   | Dura (i)      | Aleksandr Nedovésov   | Petr Nouza Andrew Paulson                | 4-6, 6-4, [10-6]  |